# Bogojevce
Bogojevce je naselje u gradu Leskovcu, Jablanički upravni okrug, Srbija. Prema popisu iz 2022. godine u Bogojevcu je živjelo 1183 stanovnika.